# Labropsis australis
Labropsis australis là một loài cá biển thuộc chi Labropsis trong họ Cá bàng chài. Loài này được mô tả lần đầu tiên vào năm 1981.

## Từ nguyên
Từ định danh của loài trong tiếng Latinh có nghĩa là "phương nam", hàm ý đề cập đến phạm vi phân bố của loài này ở Nam Thái Bình Dương.

## Phạm vi phân bố và môi trường sống
L. australis có phạm vi phân bố ở Nam Thái Bình Dương. Loài này được ghi nhận ở quần đảo Solomon, quần đảo Samoa, Vanuatu, Fiji, quần đảo Loyalty (New Caledonia), Tonga và rạn san hô Great Barrier, cũng rạn san hô Elizabeth–rạn san hô Middleton và đảo Lord Howe của Úc.
L. australis sống gần các rạn san hô ở độ sâu khoảng từ 2 đến 55 m.

## Mô tả
L. australis có chiều dài cơ thể tối đa được ghi nhận là 10,5 cm.
Cá đực: cơ thể có màu nâu với các đốm màu vàng kim trên vảy. Vây lưng và vây hậu môn màu nâu sẫm, viền màu xanh lam óng ở rìa; vây lưng có một đốm đen ở phía trước. Vây đuôi màu nâu tía cũng có viền màu xanh ở rìa. Vây ngực màu trắng; gốc vây màu nâu tía với một đốm lớn màu vàng kim. Vây bụng màu lam nhạt.
Cá cái: cơ thể có màu vàng nâu, trước mắt có một vệt mờ màu đỏ. Cơ thể có 3 dải sọc nâu mờ dọc theo chiều dài thân. Vây lưng màu nâu vàng, sẫm nâu về phía sau, viền màu xanh lam óng ở rìa. Đuôi và vây hậu môn màu nâu phớt đỏ, có viền xanh. Vây ngực màu trắng, tia vây đỏ với một đốm màu cam sẫm. Vây bụng màu lam nhạt, lốm đốm nâu ở các tia.
Cá con: có 3 dải sọc đen dọc theo chiều dài thân, xen kẽ giữa các sọc đen là những khoảng màu lam nhạt và nâu nhạt. Vây lưng và vây hậu môn màu nâu, sẫm hơn về phía sau, viền màu xanh lam óng ở rìa. Đuôi màu đen nhạt, viền xanh nhạt ở gần rìa. Vây bụng màu lam nhạt. Vây ngực màu trắng.
Số gai ở vây lưng: 9; Số tia vây ở vây lưng: 11; Số gai ở vây hậu môn: 3; Số tia vây ở vây hậu môn: 10; Số tia vây ở vây ngực: 13–15.

## Hành vi và tập tính
Thức ăn của L. australis trưởng thành là các polyp san hô. Cá con đóng vai trò là một loài cá dọn vệ sinh và ăn ký sinh (hoặc dịch nhầy) trên cơ thể cá rạn san hô khác.

### Trích dẫn
- J. E. Randall (1981). "Revision of the labrid fish genus Labropsis with description of five new species" (PDF). Micronesica. Quyển 17 số 1–2. tr. 125–155.